# هانس مونش
هانس مونش (بالألمانية: Hans Münch)‏ (و. 1911 – 2001 م) هو طبيب، وفيزيائي، وconcentration camp guard ‏ ألماني، ولد في فرايبورغ، كان عضوًا في الحزب النازي، شارك في عملية رينهارد، توفي عن عمر يناهز 90 عاماً، بسبب مرض آلزهايمر.

## الخدمة العسكرية
خدم في فافن إس إس.